# Dziewczyna w niebieskim
Dziewczyna w niebieskim (cz. Dívka v modrém) – czeski czarno-biały film komediowy z 1940 w reżyserii Otakara Vávry, zrealizowany w Protektoracie Czech i Moraw. 

## Obsada
- Lída Baarová jako studentka Vlasta / hrabina Blanka z Blankerburgu
- Oldřich Nový jako dr Jan Karas, notariusz
- Jindřich Láznička jako Houžvička, kancelista
- Antonie Nedošinská jako Otýlie, gospodyni
- Bedřich Veverka jako dr Pacovský
- František Paul jako inż. Pavel Čádek, leśnik
- Nataša Gollová jako Růžena Smutná, wdowa
- Růžena Šlemrová jako Smrčínská
- Sylva Langová jako Slávinka, córka Smrčínskiej
- Jiří Vondrovič jako syn farmaceuty
- František Kreuzmann jako muszkieter Argnan
- Eman Fiala jako profesor
- Miloš Šubrt jako dorożkarz
- Vladimír Hlavatý jako proboszcz
- Eliška Pleyová jako właścicielka salonu mody
- Přemysl Pražský jako licytator
- Bolek Prchal jako rejestrator
- Jan W. Speerger jako przewoźnik
- Vladimír Řepa jako Kabelka, właściciel ziemski
- F. X. Mlejnek jako kucharz
- Jarmila Holmová jako gość u hrabiego
- Alois Dvorský jako gość u hrabiego
- Václav Mlčkovský jako gość u hrabiego
- Antonín Zacpal
- Vladimír Smíchovský
- Josef Oliak

## Źródła
- Dziewczyna w niebieskim w bazie IMDb (ang.)
- Dziewczyna w niebieskim w bazie Filmweb
- Dívka v modrém w bazie Kinobox.cz (cz.)
- Dívka v modrém. w bazie ČSFD.cz. (cz.).
- Dívka v modrém. w bazie FDb.cz. (cz.).